# František Mikota
František Mikota (14. února 1924, Praha - 11. srpna 1972, Praha) byl český volejbalista, který reprezentoval Československo. S jeho reprezentací získal titul mistra Evropy v roce 1948. Měl ve své sbírce též dvě stříbra z mistrovství světa (1949, 1952) a stříbro z evropského šampionátu (1950). Za národní tým nastupoval v letech 1948-1955. Hrál za kluby SO Starý Ostrov, Sokol Dynamo Slavia a Spartak Motorlet. 
S volejbalem začínal v trampské komunitě na libeňském ostrově v Praze. Vedle sportovní činnosti po celý život pracoval v Holešovické elektrárně. Právě zde také tragicky zahynul po pádu z výšky, ve věku 48 let. Jeho syn Roman se stal házenkářem a taktéž tragicky zahynul, po úderu míčem do hlavy.